# Celeste Mucci
Celeste Mucci (* 11. August 1999 in Williamstown) ist eine australische Siebenkämpferin und Hürdenläuferin.

## Sportliche Laufbahn
Ihren ersten Wettkampf bei internationalen Meisterschaften bestritt Celeste Mucci 2016 bei den U20-Weltmeisterschaften in Bydgoszcz, bei denen sie im Siebenkampf mit 5254 Punkten den 17. Platz belegte. 2018 nahm sie erstmals an den Commonwealth Games im heimischen Gold Coast teil, bei denen sie mit 5915 Punkten auf Rang vier gelangte. Anschließend wurde sie bei den U20-Weltmeisterschaften in Tampere mit 5865 Punkten Fünfte. Bei den IAAF World Relays 2019 in Yokohama wurde sie im Finale der Hürden-Staffel disqualifiziert und anschließend gewann sie bei den Ozeanienmeisterschaften in Townsville mit der australischen 4-mal-100-Meter-Staffel in 44,47 s Gold sowie Silber in 13,49 s über die 100 Meter Hürden. Daraufhin erreichte sie bei der Sommer-Universiade in Neapel das Halbfinale im 100-Meter-Lauf, in dem sie mit 11,74 s ausschied. Außerdem schied sie im 100-Meter-Hürdenlauf mit 14,03 s in der ersten Runde aus und gewann mit der Staffel in 43,97 s die Silbermedaille hinter der Schweiz. Anfang Oktober schied sie dann bei den Weltmeisterschaften in Doha mit 13,14 s in der Vorrunde über die Hürden aus und kam mit der Staffel im Vorlauf nicht ins Ziel.
2022 siegte sie in 11,49 s über 100 Meter beim Melbourne Track Classic und Ende April siegte sie beim Mikio Oda Memorial Athletics Meet in 13,21 s, wie auch beim Michitaka Kinami Memorial Athletics Meet in 13,08 s. Daraufhin siegte sie in 12,75 s bei den Ozeanienmeisterschaften in Mackay und gelangte dann bei den Weltmeisterschaften in Eugene das Halbfinale, in dem sie wegen regelwidrigem Verhalten disqualifiziert wurde. Anschließend klassierte sie sich bei den Commonwealth Games in Birmingham mit 13,03 s auf dem siebten Platz. Im Jahr darauf schied sie bei den Weltmeisterschaften in Budapest mit 12,97 s im Halbfinale aus. 2024 gewann sie bei den Ozeanienmeisterschaften in Suva in 13,07 s die Silbermedaille hinter ihrer Landsfrau Liz Clay und anschließend schied sie bei den Olympischen Sommerspielen in Paris mit 13,00 s in der Hoffnungsrunde aus.
2018 und 2019 wurde Mucci australische Meisterin im Siebenkampf sowie 2019 auch im 100-Meter-Hürdenlauf.

## Persönliche Bestzeiten
- 100 Meter: 11,47 s (+1,8 m/s), 13. Februar 2021 in Canberra
  - 60 Meter (Halle): 7,39 s, 18. Februar 2017 in Pocatello (U20-Ozeanienrekord)
- 100 m Hürden: 12,84 s (+0,6 m/s), 11. März 2023 in Sydney
  - 60 m Hürden (Halle): 7,95 s, 4. Februar 2023 in Boston
- Siebenkampf: 5915 Punkte, 13. April 2018 in Gold Coast (U20-Ozeanienrekord)